# Кризис летнего солнцестояния
Кризис летнего солнцестояния (шв. Midsommarkrisen) — четырёхдневный политический кризис в Швеции в период с 22 по 25 июня 1941 года, вызванный требованием нацистской Германии предоставить транзит через территорию Швеции до границы с Финляндией вооружённой 163-й пехотной дивизии Третьего Рейха с задействованием для этой цели шведского подвижного состава. Требования Германии стали следствием развязанной ею войны против СССР и связанной с этим необходимости переброски своих войск для наступления со стороны союзной Рейху Финляндии. В результате получения этих требований шведская политика нейтралитета была поставлена под угрозу.
Отказ исполнять требования немцев грозил вовлечением Швеции, не обладавшей значительной военной силой, в войну с Германией, тогда как согласие принять их означало фактический переход на сторону Третьего Рейха вопреки проводимой страной политике нейтралитета, а также в нарушение V Гаагской конвенции, регулирующей права и обязанности нейтральных держав. Как в правительстве Швеции, так и в риксдаге (парламенте) имело место разделение на сторонников и противников предоставления Германии разрешения на транзит. После напряжённых дебатов шведское правительство в порядке исключения дало согласие на перевозку немецкой дивизии. В результате этого решения с 25 июня по 12 июля 1941 года Шведские государственные железные дороги перевезли 14712 солдат и вспомогательный персонал, а также военную технику 163-й пехотной дивизии к границе с Финляндией.
Название кризиса происходит от праздника летнего солнцестояния, который является в Швеции праздничным и нерабочим днём.